# Theophilus Albert Marryshow
Theophilus Albert Marryshow (n. Granada, 7 de noviembre de 1887 - ibídem, 19 de octubre de 1958) fue un periodista, líder sindical, político radical y estadista granadino. Se le considera el principal promotor y arquitecto de la efímera Federación de las Indias Occidentales, así como una figura destacada en la historia de Granada.

## Biografía

### Primeros años
Theophilus Albert Maricheau nació en Granada el 7 de noviembre de 1887, hijo de un pequeño productor de cacao que habría desaparecido el día del bautismo de su hijo. Su madre murió en 1890, y luego Maricheau fue criado por su madrina. Inicialmente asistió a una escuela de primaria católica y, posteriormente, a una escuela metodista. En 1903, tomó un trabajo con William Galwey Donovan, que era editor e impresor de periódicos. Su empresa producía periódicos radicales, que abogaban por un gobierno representativo y una Federación de las Indias Occidentales. Marryshow, quien en una etapa temprana anglicanizó su apellido, pasó rápidamente de repartir periódicos a ser un periodista competente. Donovan, que era mitad granadino y mitad irlandés, era conocido como el "león" debido a su cabello rojo. Marryshow tomó muchas de sus ideas. Donovan también le enseñó periodismo y Marryshow se convirtió en subeditor delSt. George's Chronicle y Grenada Gazette en 1908. Al mismo tiempo, participó activamente en la política local.

### Trayectoria
Junto con CFP Renwick, Marryshow estableció un nuevo periódico, The West Indian, que defendía una Federación de las Indias Occidentales. El primer número (1 de enero de 1915) prometía que sería "un cronista inmediato y certero de la actualidad, un defensor sin trabas de los derechos populares, libre de las cadenas de los prejuicios partidistas, un educador inquebrantable del pueblo en sus deberes como sujetos de la Estado y ciudadanos del mundo". Marryshow se opuso abiertamente al régimen del apartheid en Sudáfrica y predijo con confianza la independencia de las colonias africanas británicas. Al mismo tiempo, también hizo campaña para que los antillanos lucharan en la Primera Guerra Mundial y para el establecimiento del Regimiento de las Indias Occidentales Británicas. Fue presentado al Príncipe de Gales, más tarde rey Eduardo VIII del Reino Unido, durante su visita de 1920 a Granada como "el principal periodista de Granada". Sin embargo, según el segundo primer ministro de Granada, Maurice Bishop, era más habitual que los británicos se refirieran a él como "este radical peligroso".
En 1918 creó la Asociación de Gobierno Representativo (RGA) en Granada, que solicitó al gobierno británico que presentara miembros electos al Consejo Legislativo. En 1921, viajó a Londres por cuenta propia para defender su caso y esto condujo directamente al establecimiento de la Comisión Woods, que visitó el Caribe en 1922 y recomendó cinco miembros electos de un total de dieciséis en el Consejo Legislativo, para aplican tanto en Granada como en las otras Islas de Barlovento, las Islas de Sotavento Británicas y Trinidad y Tobago. El propio Marryshow fue elegido representante por la circunscripción de Saint George, cargo que ocupó durante 33 años. Continuó participando en varias actividades diseñadas para promover una federación regional, incluida la primera conferencia regional sobre integración, celebrada en Barbados en 1929. En la década de 1920, las ideas de Marcus Garvey , quien predicó el eventual regreso de los pueblos del Caribe negro a África, tomó fuerza. celebrar en el Caribe. Para restringir su circulación, los británicos aprobaron una Ley de publicaciones sediciosas, a la que se opuso Marryshow, que creía firmemente en la libertad de prensa. Visitó Londres nuevamente para presionar a la Oficina Colonial Británica a favor de una Federación en 1931. En 1935 se aprobó una nueva constitución para Granada, agregando representantes electos adicionales al Consejo Legislativo.
Marryshow cofundó la Asociación de Trabajadores de Granada en 1931 y en 1945 fue designado como el primer presidente del Congreso Laboral del Caribe, el primer intento de reunir sindicatos regionales. Por motivos de mala salud, vendió el periódico The West Indian en 1934. Su situación financiera también era mala y lo seguiría siendo hasta su muerte. Hacia el final de su carrera política, el statu quo en Granada fue desafiado por la política más populista de Eric Gairy, quien se convertiría en el primer primer ministro del país. En la primera elección con sufragio universal para adultos en 1951, Marryshow retuvo su escaño, pero el partido de Gairy tomó seis de los ocho disponibles. Sin embargo, Marryshow fue nombrado vicepresidente del Consejo Legislativo.
En junio de 1953, fue invitado a la Coronación de Isabel II en Londres. Con su transformación de ser un rebelde a casi una figura del establishment, Marryshow continuó trabajando para el establecimiento de una Federación de las Indias Occidentales, que finalmente se concretó en 1958 y que describió como su sueño hecho realidad. Fue nominado para representar a Granada como Senador en la Cámara Alta del Parlamento de la Federación. Murió en el mismo año y por lo tanto no vivió para ver el colapso de sus sueños, pues la Federación se disolvió después de solo cuatro años, en 1962.

### Muerte y legado
Marryshow murió el 19 de octubre de 1958, a los 70 años. Nunca se había casado, pero tuvo diecisiete hijos, incluidos seis con Edna Gittens. Su gran casa en Saint George, ahora conocida como "Marryshow House", alberga el Centro de Granada de la Escuela de Estudios Continuos de la Universidad de las Indias Occidentales. Aunque lejos de ser rico, logró, cuando tenía treinta años, construir una casa sólida, con vista al puerto de Saint George. Lo llamó el "Rosero", ya que había una canción popular con ese nombre cuando se estaba construyendo, y pasó a desarrollar un impresionante jardín de rosas. La casa, que supuestamente fue la primera construida en Granada con hormigón colado, tenía un estilo colonial y estaba amueblada de manera idiosincrásica y ecléctica, y la gente recordaba mejor a un bulldog de cerámica de tamaño natural, que se convirtió en su mascota política. Lo llevaría a reuniones políticas y alentaría a la gente a usar el nombre de "El Bulldog" para él. El comedor se usaba con frecuencia para albergar a muchas personas con las que Marryshow se había hecho amigo a través de su trabajo, incluido el escritor trinitense CLR James y el cantantePablo Robeson . Marryshow era un buen cantante y disfrutaba cantando Spirituals. Desde que la familia de Marryshow lo vendió, el edificio ha albergado muchos eventos importantes y también ha aparecido dos veces en sellos postales de Granada.
En el Caribe se hizo conocido como el "Padre de la Federación", mientras que en Gran Bretaña fue conocido como "El anciano estadista del Caribe". En 1974 fue recordado en un "Festival Marryshow", con una exposición de sus logros celebrada en su antigua casa. A principios de la década de 1980, los escolares de Guyana todavía usaban libros de texto de la época colonial que mostraban ilustraciones de niños blancos en hogares ingleses. Se desarrolló una nueva serie de libros de texto para la escuela primaria que se llamaron "Marryshow Readers". En 2010, el Gobierno de Granada reconoció oficialmente el 7 de noviembre como el Día de Marryshow, en reconocimiento a su contribución a Granada y la región. Se había celebrado extraoficialmente durante muchos años antes de eso. Se le ha dado también su nombre al T.A. Marryshow Community College, que provee educación terciaria en Granada.